# Герман Гансен
Ге́рман Га́нсен (нім. Hermann Hansen; 6 травня 1918, Фленсбург — ?) — німецький офіцер-підводник, оберлейтенант-цур-зее резерву крігсмаріне.

## Біографія
У листопаді 1939 року вступив на флот. З 24 листопада 1940 по 29 березня 1941 року пройшов курс підводника, з 30 березня по 6 квітня — курс командира взводу, після чого був направлений на будівництво підводного човна U-129. З 21 травня 1941 року — 2-й вахтовий офіцер на U-129, на якому взяв участь в одному поході (3-30 серпня 1941). У вересні-грудні 1941 року пройшов підготовку в 1-му морському навчальному унтерофіцерському дивізіону, після чого був направлений на будівництво U-462. З 5 березня 1942 року — 2-й вахтовий офіцер на U-462, на якому взяв участь у двох походах. З січня 1943 року — вахтовий офіцер в 4-й флотилії. 11—31 липня 1943 року пройшов підготовку в 2-му навчальному дивізіону підводних човнів, з 1 серпня по 15 вересня — курс командира човна, після чого був направлений на будівництво U-999. З 21 жовтня 1943 року — командир U-999, на якому здійснив 1 похід (8—27 червня 1944). 16 липня 1944 року направлений на будівництво U-2517. З 31 жовтня 1944 року — командир U-2517. 5 травня 1945 року наказав затопити човен у межах операції «Регенбоген». 8 травня 1945 року взятий у полон британськими військами.

## Звання
- Рекрут (листопад 1939)
- Штурмансмат резерву (1 січня 1940)
- Штурман резерву (1 жовтня 1940)
- Лейтенант-цур-зее резерву (1 травня 1941)
- Оберлейтенант-цур-зее резерву (1 квітня 1943)

## Нагороди
- Залізний хрест 2-го класу (22 вересня 1942)
- Нагрудний знак підводника (22 вересня 1942)